# Referendum in Slovenia del 2004
Il referendum del 2004 in Slovenia è stata una consultazione elettorale sui diritti delle minoranze etniche che si è svolto il 4 aprile 2004. 
Agli elettori è stato chiesto se approvassero le proposte del governo per ripristinare i diritti di base delle minoranze etniche che erano state cancellate dal registro dei cittadini nel 1992. La proposta è stata respinta dal 96,05% degli elettori, con un'affluenza del 31,55%. 
Il referendum è stato sostenuto dal Partito Democratico Sloveno all'epoca all'opposizione, mentre il governo liberale di Anton Rop ha chiesto un boicottaggio.

## Risultati
| No              | 485 536   | 96,05 |  |  |  |  |  |  |
| Sì              | 19 984    | 3,95  |  |  |  |  |  |  |
| Totale          | 505 520   | 100   |  |  |  |  |  |  |
|                 |           |       |  |  |  |  |  |  |
| Voti non validi | 7 855     | 1,53  |  |  |  |  |  |  |
| Votanti         | 513 375   | 31,56 |  |  |  |  |  |  |
| Elettori        | 1 626 913 |       |  |  |  |  |  |  |